# 쉬자나 드 노브레가
쉬자나 드 노브레가(Suzana de Nóbrega, 1605년 9월 2일 ~ 1701년 9월 7일)는 17세기 콩고 왕국의 마니콩고이며 동시에 콩고 군주국 사상 두번째 여군주였다.

## 생애
지난 16세기 시대 시절 테케 소왕국 왕비(王妃)를 고모(姑母)로 두었던 테케 왕비 친정 조카인 친정 증조부(曾祖父)의 서얼 증손녀(庶孼 曾孫女)으로 출생한 그녀는 1616년 콩고 군주 알바루 3세의 후궁(측실)으로 간택되었으며 부군 알바루 3세 붕어 이후 상 살바도르의 후궁 사저에서 요리사(料理師)로 일하다가 일방적으로 다니엘 1세에게 보위를 선위받아 콩고 군주국 여군주 보위에 등극하였으나 불과 4개월만에 가르시아 공이 일으킨 쿠데타로 인하여 폐위되었다.
결국 이처럼 1678년 8월 8일, 군주 보위에 쫓겨나 결국 냉궁(冷宮)에 유폐된 노브레가 여성폐주(女性廢主)는 23년 후 1701년 9월 7일을 기하여 훙서(서거)하였다.